# Katrin Ballnus
Katrin Ballnus (geb. 1966) ist eine deutsche Juristin und seit dem 1. Februar 2024 Generalstaatsanwältin in Celle.

## Ausbildung
Ballnus stammt aus Neustadt am Rübenberge und studierte von 1989 bis 1994 Rechtswissenschaften an der Universität Hannover; das Zweite Staatsexamen legte sie 1997 ab.

## Beruflicher Werdegang
1997 trat Katrin Ballnus als Proberichterin in den Dienst des Landes Niedersachsen ein. Nach einer Abordnung an die Staatsanwaltschaft II bei dem Landgericht Berlin versah sie ihren Dienst im Weiteren im Bezirk des Oberlandesgerichts Celle und wurde 2000 zur Staatsanwältin bei der Staatsanwaltschaft Lüneburg – Zweigstelle Celle – ernannt. Ab 2002 war Ballnus an das Niedersächsische Justizministerium abgeordnet und in der Abteilung Strafrecht tätig. Während dieser Zeit wurde sie 2005 zunächst zur Oberstaatsanwältin bei der Generalstaatsanwaltschaft Celle befördert, 2009 zur Ministerialrätin ernannt. 2012 wurde sie an die Generalstaatsanwaltschaft Celle als stellvertretende Behördenleiterin abgeordnet. Im Folgejahr erfolgte ihre Ernennung zur Leitenden Oberstaatsanwältin.
Im Januar 2016 übernahm Ballnus die Leitung der Staatsanwaltschaft Braunschweig. Im Frühjahr 2020 wurde ihr die Leitung der größten niedersächsischen Staatsanwaltschaft, der Staatsanwaltschaft Hannover, übertragen. Seit dem 1. Februar 2024 leitet Ballnus die Generalstaatsanwaltschaft Celle, die größte der drei Generalstaatsanwaltschaften des Landes Niedersachsen. Mit ihr wurde zum ersten Mal in Niedersachsen eine Frau in dieses Amt berufen.
Ihre Tätigkeit als Behördenleiterin der Staatsanwaltschaft Hannover und ihre Beförderung zur Leiterin der Generalstaatsanwaltschaft Celle werden aktuell öffentlich und medial äußerst kritisch betrachtet, da ihr vorgeworfen wird, in einem bundesweit beispiellosen Fall der Korruption im Zusammenhang mit einem Betäubungsmittelverfahren rund um die Einfuhr von 16 Tonnen Kokain ihre amtlichen Pflichten schwerwiegend verletzt zu haben.